# Liebe per Express
Liebe per Express (Originaltitel: Overnight Delivery) ist eine US-amerikanische Filmkomödie von Jason Bloom aus dem Jahr 1998.

## Handlung
Wyatt Trips studiert auf dem College. Er glaubt, seine Freundin Kimberly Jasney wäre ihm untreu, und schickt ihr daher einen Brief mit einem Foto, auf dem die Stripperin Ivy Miller zu sehen ist. Wyatt stellt später jedoch fest, dass er sich irrte.
Wyatt und Ivy folgen daraufhin dem Kleinlaster eines Kurierdienstes mit dem Brief. Zahlreiche Versuche, die Sendung zu übernehmen, scheitern. Wyatt steckt sogar den Laster in Brand. Als der Mitarbeiter des Zustelldienstes die Wohnanlage von Jasney erreicht, wirft sich Wyatt auf ihn. Wyatt stellt jedoch fest, dass er nicht mehr Kimberly, sondern Ivy liebt.

## Hintergrund
Die Komödie wurde in Minnesota gedreht. Ihre Produktion kostete schätzungsweise zwölf Millionen US-Dollar.

## Kritiken
Christopher Null schrieb auf filmcritic.com, dass Reese Witherspoon in einer ihrer lustigsten Rollen auftrete. Die Handlung folge dem bekannten Muster „eine Sendung übernehmen bevor die Freundin sie erhält“.
Prisma kritisierte die Handlung, „[d]och was Regisseur Jason Bloom daraus“ mache, sei „ein optimaler Spaß“. Das Lexikon des internationalen Films beschreibt Liebe per Express als „[r]omantische Komödie ohne zündende Gags, die eine vertraute Geschichte auf gewohntem Konfektions-Niveau erzählt.“